# Apollo Kids
Apollo Kids è un album discografico in studio del rapper statunitense Ghostface Killah, pubblicato nel 2010.

## Tracce
1. Purified Thoughts (featuring Killah Priest & GZA) – 3:31
2. Superstar (featuring Busta Rhymes) – 3:08
3. Black Tequila (featuring Cappadonna & Trife Diesel) – 3:43
4. Drama (featuring Joell Ortiz & Game) – 4:28
5. 2getha Baby – 3:01
6. Starkology – 2:25
7. In tha Park (featuring Black Thought) – 3:47
8. How You Like Me Baby – 3:14
9. Handcuffin' Them Hoes (featuring Jim Jones) – 2:30
10. Street Bullies (featuring Shawn Wiggs, Sheek Louch & Sun God) – 3:17
11. Ghetto (featuring Raekwon, Cappadonna & U-God) – 4:09
12. Troublemakers (featuring Raekwon, Redman & Method Man) – 3:40